# Roberto Buitrago
Roberto Buitrago Dueñas (* 13. Januar 1937 in Bucaramanga) ist ein ehemaliger kolumbianischer Radrennfahrer.

## Sportliche Laufbahn
Buitrago war Teilnehmer der Olympischen Sommerspiele 1960 in Rom. Im olympischen Straßenrennen kam er auf den 27. Platz. Im Mannschaftszeitfahren kam das Team mit Rubén Darío Gómez, Roberto Buitrago, Pablo Hurtado und Hernán Medina auf den 16. Platz.
1962 gewann er die Vuelta a Colombia. 1960 war er Zweiter der Rundfahrt hinter Hernán Medina und 1961 Dritter n diesem Etappenrennen. 1957 gewann er eine Etappe, 1960 zwei Etappen und die Bergwertung, 1961 eine Etappe und 1962 zwei Etappen.
In der Vuelta a Guatemala 1958 siegte er in der Bergwertung und kam in der Gesamtwertung auf den 3. Platz. Bei den Zentralamerikanischen und karibischen Spielen 1962 gewann Buitrago mit Mario Escobar, Antonio Ambrosio und Gustavo Vásquez Silber im Mannschaftszeitfahren.